# قانون مكافحة الاحتكار في الصين
قانون مكافحة الاحتكار في الصين هو القانون الأساسي لجمهورية الصين الشعبية بشأن موضوع قانون المنافسة (أو قانون مكافحة الاحتكار). أقره المؤتمر الشعبي الوطني في عام 2007 ودخل حيز التنفيذ في 1 أغسطس 2008.

## التعريف
يشير قانون مكافحة الاحتكار الصيني بالمعنى الضيق فقط إلى قانون مكافحة الاحتكار لجمهورية الصين الشعبية، الذي أقره المؤتمر الشعبي الوطني في 30 أغسطس 2007، وتم تطبيقه اعتبارًا من 1 أغسطس 2008. بمعنى واسع يشير إلى النظام القانوني لمكافحة الاحتكار في الصين، بما في ذلك ليس فقط مكافحة غسل الأموال والوثائق التشريعية والقانونية اللاحقة لمكافحة غسل الأموال لغرض إنفاذ مكافحة غسل الأموال، ولكن أيضًا جميع الوثائق التشريعية والإدارية قبل مكافحة غسل الأموال طبيعة مكافحة الاحتكار، وكذلك الإنفاذ التنظيمي أو الإداري، والإنفاذ الخاص والإجراءات القضائية. التعريف المستخدم هنا يشير إلى معناه الواسع.

## تاريخ التشريع
من المعترف به عمومًا أن تشريع قانون مكافحة الاحتكار في الصين قد بدأ في أغسطس 1987 عندما تم تشكيل فريق صياغة لمكافحة غسل الأموال من قبل مكتب الشؤون القانونية السابق لمجلس الدولة للمضي قدمًا رسميًا في صياغة قانون مكافحة غسل الأموال. بعد الإصلاحات الاقتصادية والانفتاح في الصين أصدر مجلس الدولة بالفعل القواعد المؤقتة لتسريع التحالف الاقتصادي في وقت مبكر من 1 يوليو 1980، بهدف «كسر... الحصار الإقليمي والحواجز الإدارية». تبع ذلك القواعد المؤقتة لمجلس الدولة بشأن إطلاق المنافسة الاشتراكية وحمايتها في 17 أكتوبر 1980، والتي تهدف إلى «الإصلاح التدريجي لنظام الإدارة الاقتصادية الحالي وتعزيز... المنافسة السلسة وحمايتها بشكل فعال». الوثيقة الثالثة تشمل قواعد مجلس الدولة بشأن المزيد من التعجيل وحماية المنافسة الاشتراكية، صدرت في 23 مارس 1986. كانت هذه الوثائق الثلاث بمثابة أول شكل من أشكال قانون مكافحة الاحتكار وكان الهدف منها كسر التخطيط التاريخي للاحتكارات الاقتصادية في حقبة ما قبل الثمانينيات ولتعزيز اقتصاد السوق الأولي والأساسي والمنافسة.